# حزب سوسیال ناسیونالیست سوری
حزب سوسیال ناسیونالیست سوری از احزاب ملی‌گرای فعال در لبنان، سوریه، اردن، عراق و دولت فلسطین است. این حزب از تأسیس یک دولت ملی سوری در هلال حاصل‌خیز، که شامل سوریه، لبنان، عراق، کویت، اردن، فلسطین، قبرس، شبه‌جزیره سینا، جنوب شرقی ترکیه (اسکندرون و کیلیکیه) و جنوب غربی ایران (اهواز) است، مبتنی بر مرزهای جغرافیایی و تاریخ مشترک مردم درون این مرزها، دفاع می‌کند. و دومین حزب قانونی بزرگ در سوریه پس از حزب حاکم بعث است. در لبنان این حزب از احزاب عمدهٔ سکولار و شدیداً سازمان یافتهٔ نخبگان در تاریخ سیاسی ۸۰ سالهٔ این کشور است. این حزب تا چند وقت قبل از گروه‌های کلیدی در ائتلاف ۸ مارس بود.